# Anomalorhina turrialbana
Anomalorhina turrialbana är en skalbaggsart som beskrevs av Ohaus 1928. Anomalorhina turrialbana ingår i släktet Anomalorhina och familjen Rutelidae. Inga underarter finns listade i Catalogue of Life.